# فرودگاه جزیره مارتین گارکیا
فرودگاه جزیره مارتین گارکیا (به انگلیسی: Martín García Island Airport) (به زبان بومی: Aeródromo de la Isla Martín García) یک فرودگاه همگانی است که یک باند فرود آسفالت دارد و طول باند آن ۱۲۶۵ متر است. این فرودگاه در شهر ریو دلا پلاتا کشور آرژانتین قرار دارد و در ارتفاع ۲ متری از سطح دریا واقع شده‌است.